# Watkins Glen (Nova York)
Watkins Glen és una vila i seu del Comtat de Schuyler (Nova York) als Estats Units d'Amèrica.

## Demografia
Segons el cens dels Estats Units del 2000 Watkins Glen tenia 2.149 habitants, 941 habitatges, i 545 famílies. La densitat de població era de 446,1 habitants per km².
Dels 941 habitatges en un 29,1% hi vivien nens de menys de 18 anys, en un 40,2% hi vivien parelles casades, en un 13,5% dones solteres, i en un 42% no eren unitats familiars. En el 37,1% dels habitatges hi vivien persones soles el 17% de les quals corresponia a persones de 65 anys o més que vivien soles. El nombre mitjà de persones vivint en cada habitatge era de 2,23 i el nombre mitjà de persones que vivien en cada família era de 2,9.
Per edats la població es repartia de la següent manera: un 23,7% tenia menys de 18 anys, un 8,6% entre 18 i 24, un 26,2% entre 25 i 44, un 23,5% de 45 a 60 i un 18% 65 anys o més.
L'edat mediana era de 40 anys. Per cada 100 dones de 18 o més anys hi havia 82,1 homes.
La renda mediana per habitatge era de 30.094 $ i la renda mediana per família de 41.172 $. Els homes tenien una renda mediana de 31.993 $ mentre que les dones 22.647 $. La renda per capita de la població era de 17.096 $. Entorn del 9,5% de les famílies i el 14,3% de la població estaven per davall del llindar de pobresa.